# La saga de Frithiof

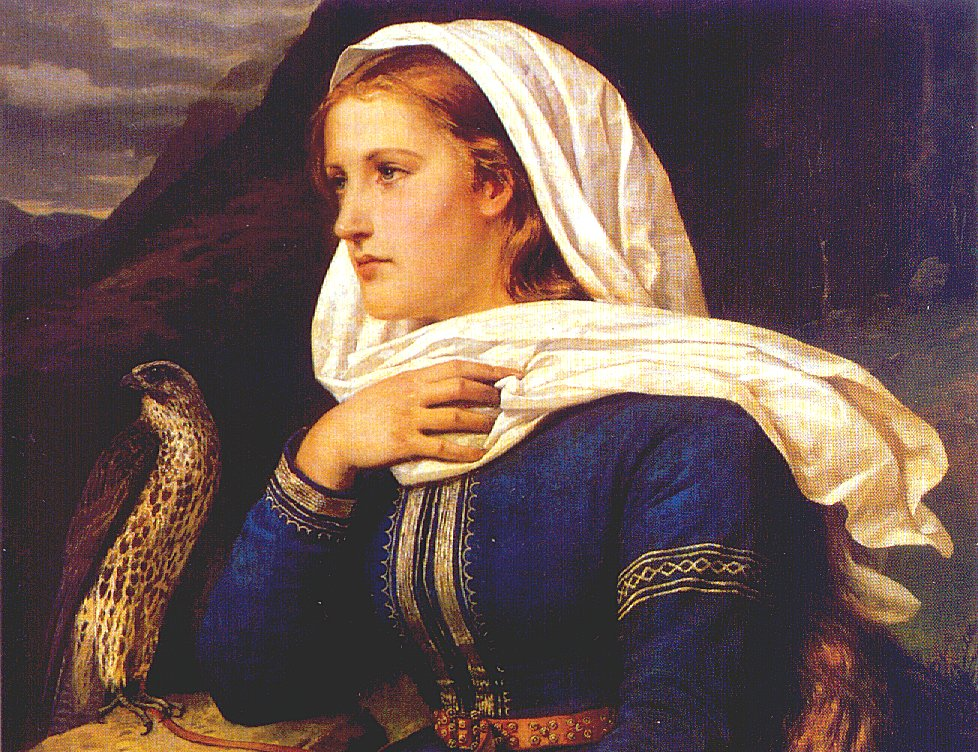
Ingeborg, Peter Nicolai Arbo

La saga de Frithiof (Friðþjófs saga hins frœkna) és una saga llegendària islandesa del segle xii, continuació d'una altra obra, La saga de Thorstein, fill de Viking (Thorstein saga Víkingssonar). Relata uns successos que ocorregueren a Noruega, al segle viii.

## Sinopsi

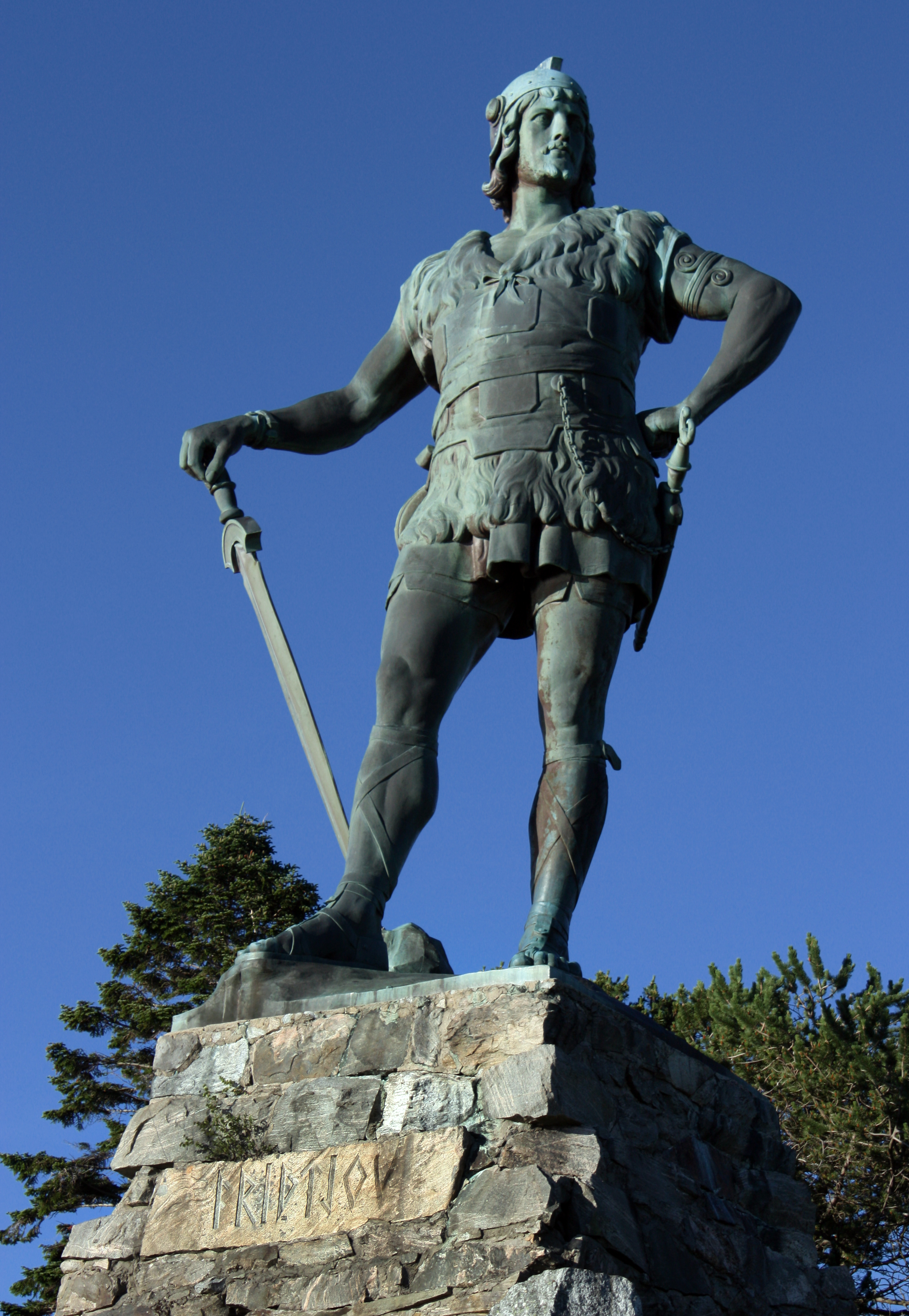
Estàtua de Frithiof, Max Unger (1913)

El rei Beli de Sogn tenia dos fills, Helgi el major i Halfdan, i una filla anomenada Ingeborg. A l'altra punta del fiord, vivia un amic del rei, Thorstein (Þorsteinn), i al seu fill Frithiof (Friðþjófr) li deien el que ressalta o el rotund (hinn frœkni), perquè era el més alt, fort i valent de la població.
Quan els fills del rei encara eren joves, la mare va morir. Un home de Sogn anomenat Hilding (Hildingr) resà perquè la filla del rei tingués una bona criança. Frithjof era germà adoptiu d'Ingeborg (Ingibjörg) i cresqueren junts amb Hilding com a pare adoptiu.
Beli i Þorsteinn, però, van morir en la batalla i els germans Helgi i Halfdan prengueren el poder del regne. Els dos germans envejaven les qualitats de Frithiof i li van negar la mà d'Ingeborg. La portaren al recinte sagrat de Balder (Baldrshagi), on ningú gosava agredir cap persona, ni cap dona o home hi havia tingut relacions sexuals. Frithiof, però, continuà visitant Ingeborg i s'estimaven. Això provocà que Helgi i Halfdan portassen Frithjof lluny, a les Òrcades, per recollir el danegeld ('tribut') i, durant la seva absència, incendiaren la granja de Frithiof i casaren la seua germana amb l'ancià rei Ring de Ringerike.
Quan en tornà Frithiof i va veure què havia passat, cremà el temple de Balder i marxà per viure com un viking. Van transcórrer tres anys fins que visità el rei Ring; passà un hivern amb ell i, abans de morir Ring, es revelà la identitat de Frithiof: el rei moribund el nomenà jarl i el feu guardià del fill que havia tingut amb Ingeborg. Frithiof es casà amb Ingeborg i fou rei de Ringerike; declarà la guerra als germans, en matà un i convertí en vassall l'altre.

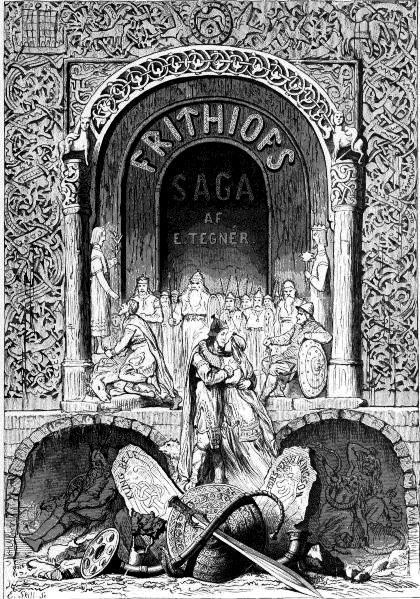
La saga de Frithiof, trad. d'Esaies Tegnér (1876)

## Traduccions deLa saga de Frithiof
La saga de Frithiof s'ha traduït a l'anglès, a l'alemany, i també a l'islandès (el 1866) i al suec el 1737.

## Estàtua de Frithiof
El kàiser Guillem II de Prússia erigí una estàtua de Frithiof a Vangsnes, Vik, al comtat de Sogn og Fjordane, Noruega, al juliol de 1913, obra de l'escultor alemany Max Unger.